# Athos-Aspis
Pour les articles homonymes, voir Athos (homonymie) et Aspis (homonymie).
Athos-Aspis [atɔs aspis] est une commune française, située dans le département des Pyrénées-Atlantiques en région Nouvelle-Aquitaine.

## Géographie

### Localisation
La commune d'Athos-Aspis se trouve dans le département des Pyrénées-Atlantiques, en région Nouvelle-Aquitaine.
Elle se situe à 77 km par la route de Pau, préfecture du département, à 43 km d'Oloron-Sainte-Marie, sous-préfecture, et à 29 km d'Orthez, bureau centralisateur du canton d'Orthez et Terres des Gaves et du Sel dont dépend la commune depuis 2015 pour les élections départementales.
La commune fait en outre partie du bassin de vie de Sauveterre-de-Béarn.
Les communes les plus proches sont : 
Abitain (1,5 km), Autevielle-Saint-Martin-Bideren (2,6 km), Oraàs (2,9 km), Sauveterre-de-Béarn (3,2 km), Guinarthe-Parenties (4,0 km), Escos (4,1 km), Osserain-Rivareyte (4,5 km), Castagnède (4,8 km).
Sur le plan historique et culturel, Athos-Aspis fait partie de la province du Béarn, qui fut également un État et qui présente une unité historique et culturelle à laquelle s’oppose une diversité frappante de paysages au relief tourmenté.

### Communes limitrophes
Les communes limitrophes sont  Abitain, Autevielle-Saint-Martin-Bideren, Oraàs et Sauveterre-de-Béarn.
|         | Oraàs                           |                     |
| Abitain | Athos-Aspis                     | Sauveterre-de-Béarn |
|         | Autevielle-Saint-Martin-Bideren |                     |

### Hydrographie

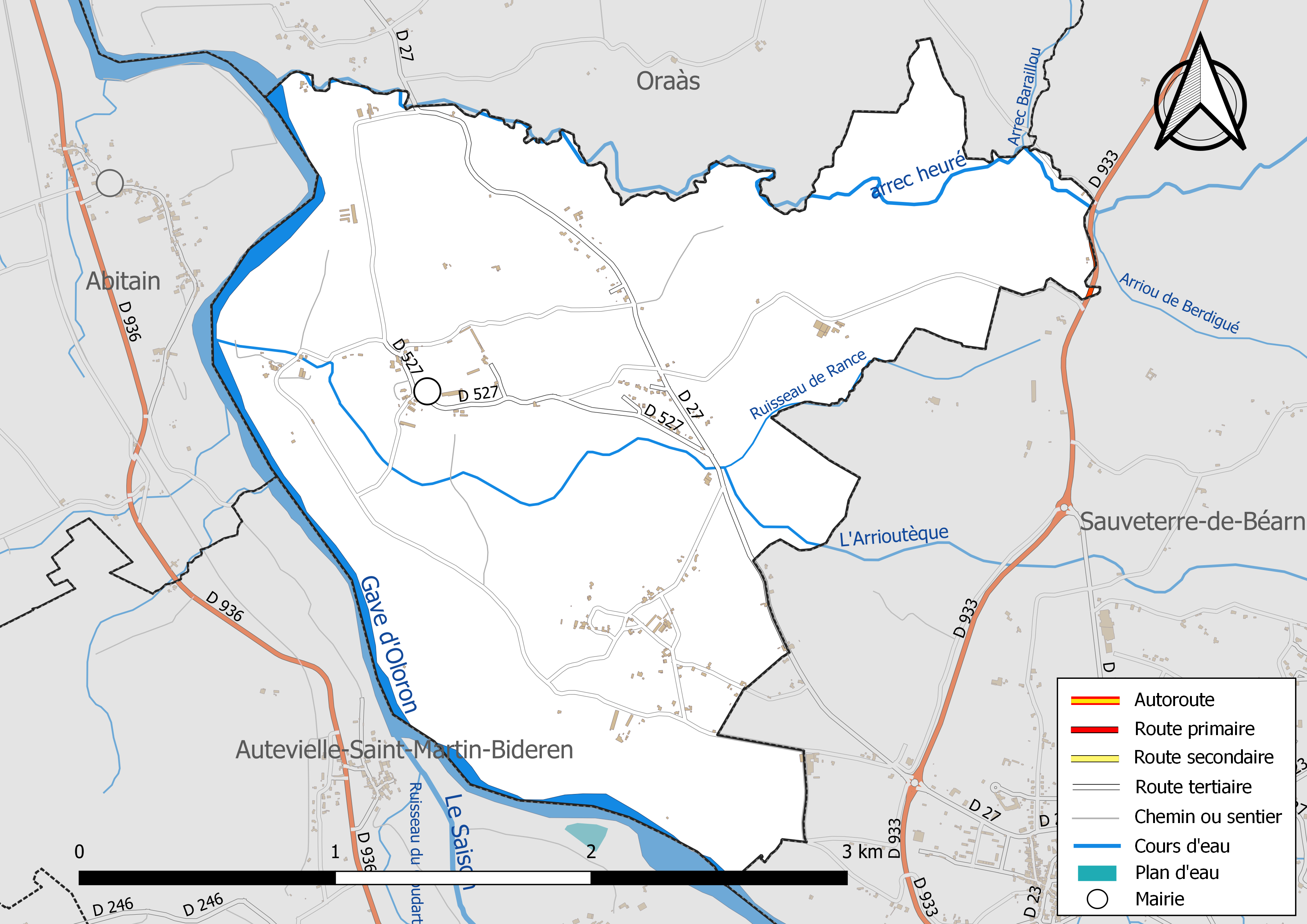
Réseaux hydrographique et routier d'Athos-Aspis.

La commune est drainée par le gave d'Oloron, le Saison, Arrec Héuré, L'Arrioutèque, le ruisseau de Rance, et par divers petits cours d'eau, constituant un réseau hydrographique de 9 km de longueur totale,.
Le gave d'Oloron, d'une longueur totale de 148,8 km, prend sa source dans la commune de Laruns et s'écoule vers le nord-ouest. Il traverse la commune et se jette dans le gave de Pau à Sorde-l'Abbaye, après avoir traversé 64 communes.
Le Saison, d'une longueur totale de 72,2 km, prend sa source dans la commune de Larrau et s'écoule du sud vers le nord. Il traverse la commune et se jette dans le gave d'Oloron à Autevielle-Saint-Martin-Bideren, après avoir traversé 31 communes.

### Climat
Pour des articles plus généraux, voir Climat de la Nouvelle-Aquitaine et Climat des Pyrénées-Atlantiques.
Historiquement, la commune est exposée à un micro climat océanique basque.  
En 2020, Météo-France publie une typologie des climats de la France métropolitaine dans laquelle la commune est exposée à un climat de montagne et est dans la région climatique Pyrénées atlantiques, caractérisée par une pluviométrie élevée (>1 200 mm/an) en toutes saisons, des hivers très doux (7,5 °C en plaine) et des vents faibles.
Pour la période 1971-2000, la température annuelle moyenne est de 13,9 °C, avec une amplitude thermique annuelle de 13,9 °C. Le cumul annuel moyen de précipitations est de 1 292 mm, avec 12,9 jours de précipitations en janvier et 8,2 jours en juillet. Pour la période 1991-2020, la température moyenne annuelle observée sur la station météorologique la plus proche, située sur la commune de Saint-Gladie-Arrive-Munein à 4,94 km à vol d'oiseau, est de 14,3 °C et le cumul annuel moyen de précipitations est de 1 323,1 mm,. Pour l'avenir, les paramètres climatiques de la commune estimés pour 2050 selon différents scénarios d’émission de gaz à effet de serre sont consultables sur un site dédié publié par Météo-France en novembre 2022.

### Milieux naturels et biodiversité

#### Réseau Natura 2000
Le réseau Natura 2000 est un réseau écologique européen de sites naturels d'intérêt écologique élaboré à partir des Directives « Habitats » et « Oiseaux », constitué de zones spéciales de conservation (ZSC) et de zones de protection spéciale (ZPS).
Un site Natura 2000 a été défini sur la commune au titre de la « directive Habitats » : « le gave d'Oloron (cours d'eau) et marais de Labastide-Villefranche », d'une superficie de 2 547 ha, une rivière à saumon et écrevisse à pattes blanches,.

#### Zones naturelles d'intérêt écologique, faunistique et floristique
L’inventaire des zones naturelles d'intérêt écologique, faunistique et floristique (ZNIEFF) a pour objectif de réaliser une couverture des zones les plus intéressantes sur le plan écologique, essentiellement dans la perspective d’améliorer la connaissance du patrimoine naturel national et de fournir aux différents décideurs un outil d’aide à la prise en compte de l’environnement dans l’aménagement du territoire.
Une ZNIEFF de type 2 est recensée sur la commune, : 
le « réseau hydrographique du gave d'Oloron et de ses affluents » (6 885,32 ha), couvrant 114 communes dont 2 dans les Landes et 112 dans les Pyrénées-Atlantiques.

## Urbanisme

### Typologie
Au 1er janvier 2024, Athos-Aspis est catégorisée commune rurale à habitat dispersé, selon la nouvelle grille communale de densité à sept niveaux définie par l'Insee en 2022.
Elle est située hors unité urbaine et hors attraction des villes,.

### Occupation des sols

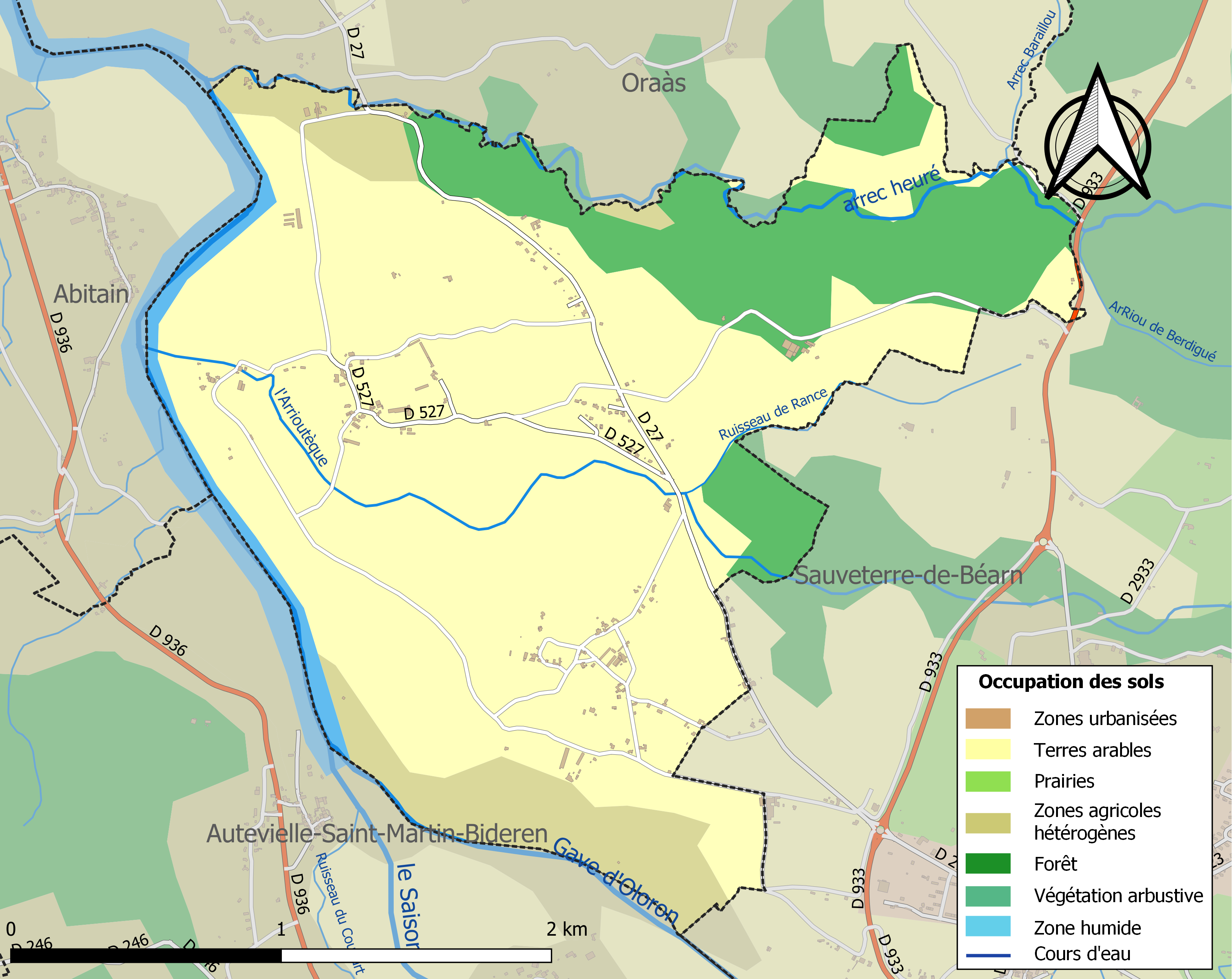
Carte des infrastructures et de l'occupation des sols de la commune en 2018 (CLC).

L'occupation des sols de la commune, telle qu'elle ressort de la base de données européenne d’occupation biophysique des sols Corine Land Cover (CLC), est marquée par l'importance des territoires agricoles (80,2 % en 2018), une proportion sensiblement équivalente à celle de 1990 (79,9 %). La répartition détaillée en 2018 est la suivante : 
terres arables (70 %), forêts (17,5 %), zones agricoles hétérogènes (10,2 %), eaux continentales (2,4 %). L'évolution de l’occupation des sols de la commune et de ses infrastructures peut être observée sur les différentes représentations cartographiques du territoire : la carte de Cassini (XVIIIe siècle), la carte d'état-major (1820-1866) et les cartes ou photos aériennes de l'IGN pour la période actuelle (1950 à aujourd'hui).

### Lieux-dits et hameaux
- Aspis
- Athos
- Bouchou[7]
- Cabé[7],[27]
- les Camous[7]
- la Campagne[7]
- la Campagnole[7]
- Castet[7]
- Cossou[7]
- Couteigt[7]
- Desbos (granges)[7]
- Esperben[7]
- Gabirot[7]
- Garampoey[7]
- les Garbas[7]
- Gué[7]
- Hau[7]
- Herrou[7]
- Héuré (moulin de)[7]
- Houssas[7]
- Labourdette[7]
- Lapeyrigne[7]
- Lapisque[7]
- Lavielle[7]
- Mina (côte de)[7]
- Mouliède[7]
- Mousquères[7]
- Natou[7]
- Peyrou[7]
- Poun Agnès[7]
- Pys[7],[27]
- Rioutèque[7],[27]
- Sarrecaute[7],[27]
- l'Usine[7]

### Voies de communication et transports
La commune est desservie par la route départementale D 27 qui mène de Sauveterre-de-Béarn à Oraàs.

### Risques majeurs
Le territoire de la commune d'Athos-Aspis est vulnérable à différents aléas naturels : météorologiques (tempête, orage, neige, grand froid, canicule ou sécheresse), inondations et séisme (sismicité modérée). Un site publié par le BRGM permet d'évaluer simplement et rapidement les risques d'un bien localisé soit par son adresse soit par le numéro de sa parcelle.
Certaines parties du territoire communal sont susceptibles d’être affectées par le risque d’inondation par une crue à  débordement lent de cours d'eau, notamment le gave d'Oloron, le Saison et l'Arrec Heuré. La commune a été reconnue en état de catastrophe naturelle au titre des dommages causés par les inondations et coulées de boue survenues en 1982, 1983, 2009 et 2018,.

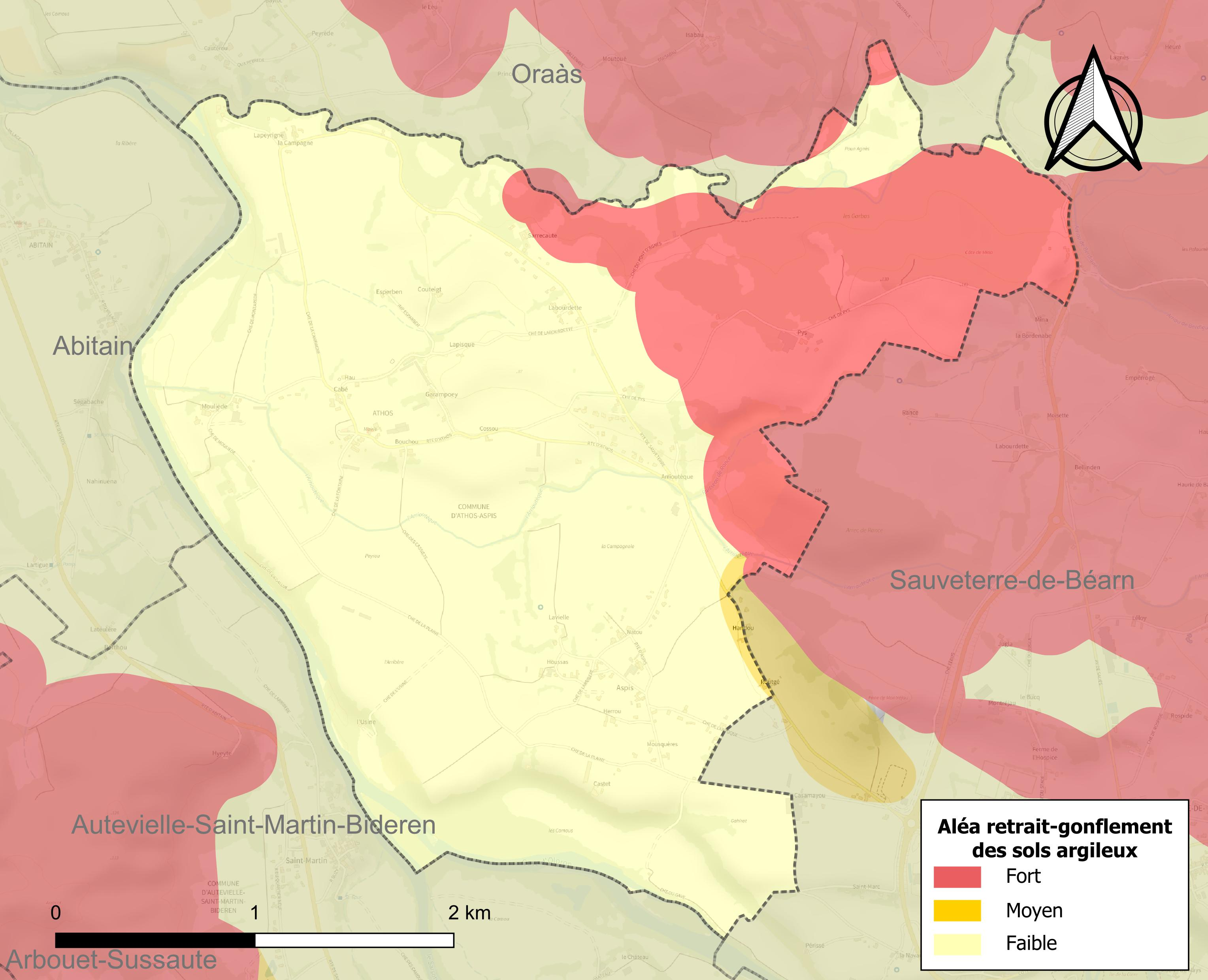
Carte des zones d'aléa retrait-gonflement des sols argileux d'Athos-Aspis.

Le retrait-gonflement des sols argileux est susceptible d'engendrer des dommages importants aux bâtiments en cas d’alternance de périodes de sécheresse et de pluie. 23,5 % de la superficie communale est en aléa moyen ou fort (59 % au niveau départemental et 48,5 % au niveau national). Depuis le 1er octobre 2020, en application de la loi ELAN, différentes contraintes s'imposent aux vendeurs, maîtres d'ouvrages ou constructeurs de biens situés dans une zone classée en aléa moyen ou fort,.

## Toponymie

### Attestations anciennes
Le toponyme Athos apparaît sous les formes 
Atos (XIe siècle, d'après Pierre de Marca), 
Atos (1119-1136, cartulaire de Sorde), 
Sent Per d'Atos (1472, notaires de Labastide-Villefranche), 
Atos (1745, notaires de Labastide-Villefranche) et 
Athos sur la carte de Cassini (fin XVIIIe siècle.
Michel Grosclaude propose comme étymologie, le patronyme Ato augmenté du suffixe aquitain -ossum.
Le toponyme Aspis apparaît sous les formes 
Espis (1119-1136, cartulaire de Sorde), 
Espis (1385, censier de Béarn), 
Espiis, Aespiis et Spiis (respectivement 1544, 1546 et 1548, réformation de Béarn), 
Aspis sur la carte de Cassini (fin XVIIIe siècle) et 
Aspit (1793 ou an II).
Michel Grosclaude propose l’étymologie gasconne es pins (« les pins »).

### Autres toponymes
Cabé était un fief de la commune, vassal de la vicomté de Béarn. Le toponyme est cité sous les graphies 
la maison deu Cabee, lo Caver d'Atos et lo Caber (respectivement 1538 pour les deux premières formes, puis 1548, réformation de Béarn).
Pys, ferme et ancien fief de la commune, relevant de la vicomté de Béarn, est mentionné sous les formes 
Piis-Jusoo et Piis-Susoo (1385, censier de Béarn) et 
dues maysons aperades los Piis (1538, réformation de Béarn).
Rioutèque ou Arrioutèque, est un hydronyme désignant un affluent du gave de Pau, cité sous les graphies 
l'arriu de Ariuteca (1538, réformation de Béarn) et 
Riutèque (1863, dictionnaire topographique Béarn-Pays basque).
La Salle était un fief d’Athos-Aspis, relevant de la vicomté de Béarn, et dépendant du bailliage de Sauveterre. Il est mentionné sous les graphies 
La Sale d’Athos (1385, censier de Béarn) et 
La Sala d’Athos (1538, réformation de Béarn).
Le censier de Béarn en 1385, tout comme la réformation de Béarn (Serracaute) en 1614, font état de la ferme Sarrecaute.

### Graphie béarnaise
Son nom béarnais est Atòs-Aspins ou Atos-Aspis.

## Histoire
Paul Raymond note qu'en 1385 Athos comptait 19 feux et dépendait du bailliage de Sauveterre tout comme le fief d'Aspis.
Les villages d'Athos et d'Aspis ont été réunis le 10 janvier 1842.
Pendant la Réforme, le curé d'Athos fut massacré dans son église et le village adopta les nouvelles idées.
Le village est la patrie d'Armand Sillègue d'Athos, le célèbre mousquetaire de la garde royale, fils cadet d'Adrien de Sillègue, seigneur d'Athos et d'Auteville. Ce mousquetaire, homme d'épée rendu célèbre par le roman d'Alexandre Dumas sous le nom d'Athos, est mort à Paris en 1643. L'ancienne abbaye, dédiée à saint Martin de Sunarthe et devenue par la suite seigneurie, a appartenu à une branche des ascendants des Sillègue d'Athos.

## Politique et administration

### Liste des maires
| Période                                  | Période  | Identité               | Étiquette | Qualité                    |
| ---------------------------------------- | -------- | ---------------------- | --------- | -------------------------- |
| Les données manquantes sont à compléter. |          |                        |           |                            |
| avant 1988                               | ?        | Maurice Couteigt       |           |                            |
| 1995                                     | 2008     | Jean-Robert Lataillade |           |                            |
| 2008                                     | 2014     | Jean-Michel Peyruseigt |           |                            |
| 2014                                     | En cours | Jean-Robert Lataillade |           | Agent technique/technicien |

### Intercommunalité
La commune fait partie de cinq structures intercommunales :
- le centre intercommunal d'action sociale de Sauveterre-de-Béarn ;
- la communauté de communes du Béarn des Gaves ;
- le syndicat d'énergie des Pyrénées-Atlantiques ;
- le syndicat intercommunal d’alimentation en eau potable du Saleys et des gaves ;
- le syndicat intercommunal des gaves et du Saleys.

## Population et société

### Démographie
Le nom des habitants est Athosais.
L'évolution du nombre d'habitants est connue à travers les recensements de la population effectués dans la commune depuis 1793. Pour les communes de moins de 10 000 habitants, une enquête de recensement portant sur toute la population est réalisée tous les cinq ans, les populations de référence des années intermédiaires étant quant à elles estimées par interpolation ou extrapolation. Pour la commune, le premier recensement exhaustif entrant dans le cadre du nouveau dispositif a été réalisé en 2006.

En 2022, la commune comptait 211 habitants, en stagnation par rapport à 2016 (Pyrénées-Atlantiques : +3,78 %, France hors Mayotte : +2,11 %).
| 1793 | 1800 | 1806 | 1821 | 1831 | 1836 | 1841 | 1846 | 1851 |
| ---- | ---- | ---- | ---- | ---- | ---- | ---- | ---- | ---- |
| 244  | 242  | 328  | 339  | 182  | 275  | 421  | 438  | 434  |

| 1856 | 1861 | 1866 | 1872 | 1876 | 1881 | 1886 | 1891 | 1896 |
| ---- | ---- | ---- | ---- | ---- | ---- | ---- | ---- | ---- |
| 390  | 367  | 351  | 337  | 357  | 400  | 373  | 338  | 328  |

| 1901 | 1906 | 1911 | 1921 | 1926 | 1931 | 1936 | 1946 | 1954 |
| ---- | ---- | ---- | ---- | ---- | ---- | ---- | ---- | ---- |
| 325  | 326  | 314  | 303  | 290  | 291  | 249  | 236  | 217  |

| 1962 | 1968 | 1975 | 1982 | 1990 | 1999 | 2006 | 2011 | 2016 |
| ---- | ---- | ---- | ---- | ---- | ---- | ---- | ---- | ---- |
| 209  | 213  | 203  | 201  | 197  | 203  | 189  | 185  | 211  |

| 2021 | 2022 | - | - | - | - | - | - | - |
| ---- | ---- | - | - | - | - | - | - | - |
| 211  | 211  | - | - | - | - | - | - | - |

De 1793 à 1836, la population indiquée ne reflète que celle d'Athos, encore séparé d’Aspis, dont la population durant cette même période est décrite ci-dessous.
| 1793 | 1800 | 1806 | 1821 | 1831 | 1836 |
| ---- | ---- | ---- | ---- | ---- | ---- |
| 172  | 176  | 160  | 176  | 150  | 165  |

## Économie
L'activité est principalement agricole. La commune fait partie de la zone d'appellation de l'ossau-iraty.

## Culture locale et patrimoine

### Lieux et monuments

#### Patrimoine civil

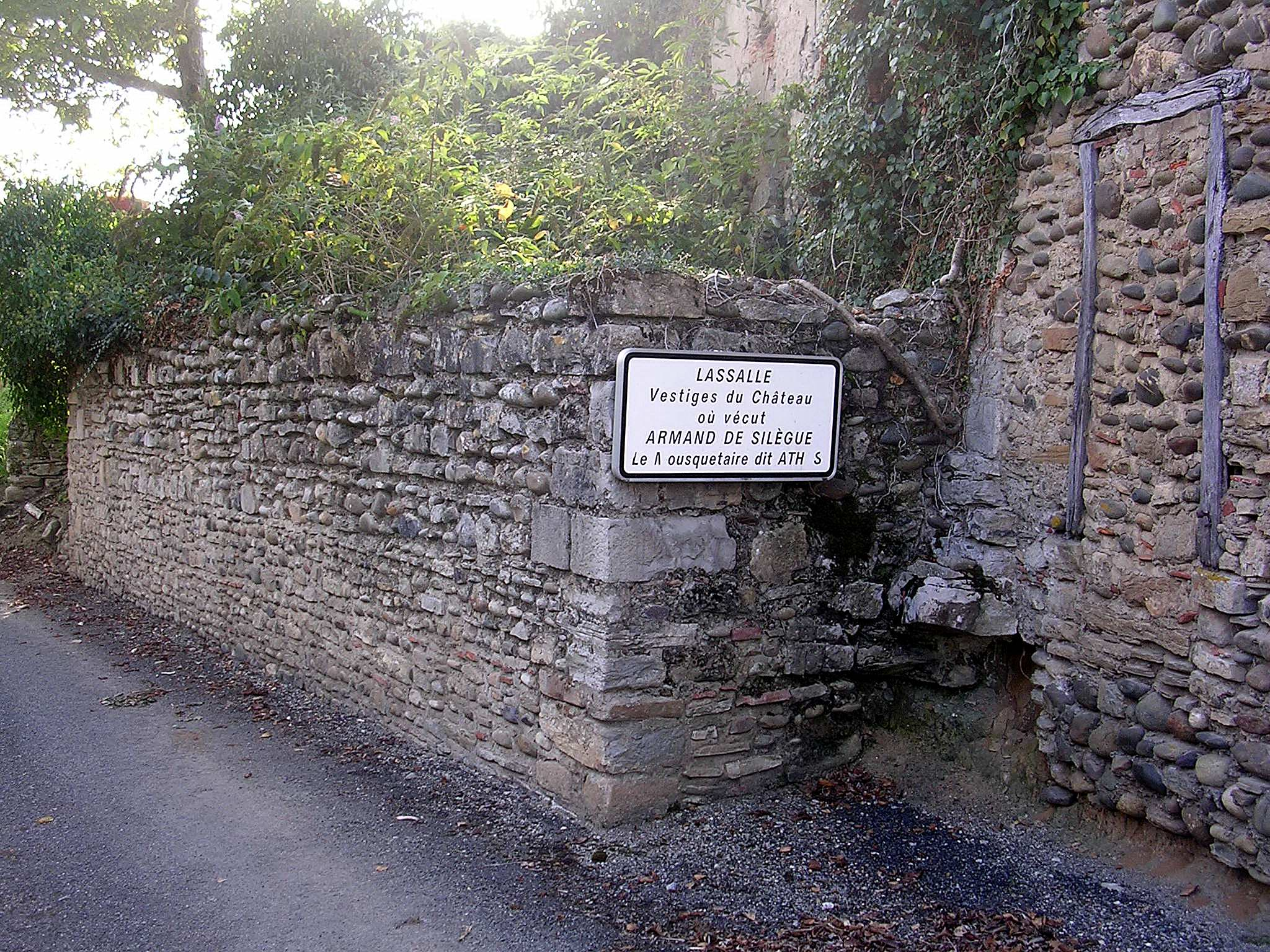
Vestiges du château d'Athos-Aspis, où vécut le mousquetaire Athos.

On peut voir à Athos la maison Lascampagnes, du consul Gourlat, et maison Bouchoô, maison natale de Mgr Bouchoô.
Aspis garde son château du XIVe siècle face au gave, avec terrasse et porte à rinceaux. On y trouve encore l'emplacement de l'ancienne église et de l'ancienne école.
À Athos, outre l'église d'origine romane, se dressent l'ancien fief de Moliède d'Athos où se trouvait un bac célèbre et les ruines d'un moulin.

#### Patrimoine religieux
L'église Saint-Pierre d'origine romane, recèle un bénitier Renaissance et une Vierge en bois polychrome. Derrière l'autel se trouve la  sépulture de Jeanne du Peyrer « dame d'Athos et d'Aspis » mère du mousquetaire. Le portail renaissance possède un chrisme du XIVe siècle à l'envers (il s'agit sans doute d'une pierre de réemploi).
Le cimetière présente une sépulture de l'ingénieur concepteur du pont de Sauveterre et d'Edmond Gourlat, consul de France et personnalité locale.

### Personnalités liées à la commune
La naissance du mousquetaire Athos dans la commune est sujette à discussion. Une plaque près de l'église rappelle qu'il est né dans la maison Lassalle dont il ne reste que des pans de murs mais le village d'Autevielle revendique aussi sa naissance, tout comme la maison forte de Moliède d'Athos, dont il reste de forts murs.
Athos est la patrie de Jean-Baptiste Boucho, né dans la maison Bouchoô en 1797, vicaire apostolique français de la presqu'île de Malacca.